# Хенд-фетишизм
Хенд-фетишизм (англ. hand fetishism) — сексуальное влечение к рукам. Включает в себя сексуальное влечение к определённым частям рук, таким как пальцы, ладони или ногти, либо влечение к определённым действиям, производимым руками, которые в противном случае можно считать не сексуальными, например мытьё или сушка посуды. Этот фетишизм может проявляться как стремление к физическому взаимодействию, а также как источник сексуальной фантазии.